# Roberto Pinheiro da Rosa
Roberto Pinheiro da Rosa (* 3. Juni 1998 in Porto Alegre), auch einfach nur Roberto genannt, ist ein brasilianischer Fußballspieler.

## Karriere
Zé Gabriel erlernte das Fußballspielen in der Jugendmannschaft von  Internacional Porto Alegre. Hier unterschrieb er am 2. Januar 2019 auch seinen ersten Profivertrag. Der Verein aus Porto Alegre spielte in der ersten brasilianischen Liga, der Série A. Sein Debüt in der Série A gab er am 28. April 2019 (1. Spieltag) im Auswärtsspiel gegen Chapecoense. Hier stand er in der Startelf und spielte die kompletten 90 Minuten. Chapecoense gewann das Spiel mit 2:0. 2019 stand er für Internacional fünfmal in der Série A auf dem Spielfeld. Vom 16. September 2020 bis 31. Januar 2021 wurde er an den in der Série B spielenden Paraná Clube ausgeliehen. Für den Klub aus Curitiba absolvierte er drei Spiele in der Série B. Im Februar 2021 kehrte er aus Curitiba zurück nach Porto Alegre.